# 热血物语
《熱血物語》是一款紅白機遊戲，1989年發行。它是熱血系列的第三部作品。與《熱血硬派》類似，為了迎合西方玩家的口味，本作在西方發行時故事和圖像都做了很大修改。
2004年3月5日，在Game Boy Advance掌機上，由Atlus發行名為《熱血物語ex》的重製版。
2016年10月24日，《熱血物語SP》重新編寫後由亞克系統發行在任天堂3DS主機上，畫面改為圖層式3D立體，增加了眾多必殺技和日夜時間的劇情模式。《熱血物語SP》是作為系列30週年紀念的一部分，預購特典贈品為原聲帶CD。2023年7月5日，亞克系統宣佈於10月12日推出PlayStation 4、任天堂Switch和Steam移植版，並首度支援繁簡中文。

## 劇情
花園高校的不良番長，阿力的女友真美，這天遭到了來自冷鋒學園的綁架。冷鋒的一對轉校新生“雙龍兄弟(影射同社作品《雙截龍》)”向阿力發出了挑戰。而原本事不關己的國夫卻隱約覺查到，此事似乎並不是看上去那麼簡單……

## 登場學校
物語中登場的各高校

### 千里台高校
水色制服。番長為園川及蘭堂(X68000限定)，副番長為長谷川(X68000限定)。
本來是沒有參加任何鬥毆活動的平靜院校，但是在遭到自稱為“阿力”的人物襲擊之後，該校學生為了報仇和自保，公推本校二年級的園川為首領，組建了名為“千里台bombers”的打架集團加入了戰局。
其中，森、伊藤、小仓、阪上和土台五人在后续作品获得了专属形象，并且继续以“千里台bombers”的名义活动。
| 登場序列 | 中文   | 日文     |
| 01       | 森     | もり     |
| 02       | 伊藤   | いとう   |
| 03       | 小倉   | おぐら   |
| 04       | 阪上   | さかがみ |
| 05       | 土田   | つちだ   |
| 06       | 小山   | おやま   |
| 07       | 園川   | そのかわ |
| 08       | 小久保 | こくぼ   |
| 09       | 川上   | かわかみ |

#### 番長

##### 園川 薰(そのかわ かおる)
外號“復仇眼鏡”。二年級，該校番長。
雖然外表是戴著眼鏡的文弱書生，實際上是個心懷正義，有情有義的好漢。不過與同樣極富正義感的熱血高校學生姿 三十郎相比似乎更偏激，時常因為執著於義憤而看不清現實。
雙龍事件期間與國夫不打不相識，隨後就擅自以國夫的小弟自居。興趣愛好是寫詩。
其人物造型捏他自Technos的某位員工。另外，他的形象也被國夫的朋友廣志(ひろし)，以及《熱血足球》系列當中優秀院高校的公文泰明(くもん やすあき)使用

##### 蘭堂(らんどう)
三年級，該校總番長(X68000限定)。

##### 長谷川(はせがわ)
二年級，該校副番長(X68000限定)。

### 阪宿商業高校
粉色制服。番長為南部(X68000限定)，副番長為永田(X68000限定)。
轻易被白鷹工業高校的西村控制。
雖說是確實是在西村的影響下加入了戰局，但是因為太過膽小，所以每次出場都是先咋咋呼呼大鬧一陣之後再立刻慌慌張張的逃跑。
盡管由於實力太弱，沒有引起國夫一行人的重視，但是在雙龍事件結束之後仍然還是對國夫和阿力實施了兩星期的襲擊(從結局字幕得知)
特點：武器和實力都沒什麼看點，逃跑幾率也很高，中規中矩的雜魚相。不過出現的地點很多
| 登場序列 | 中文 | 日文     |
| 01       | 關本 | せきもと |
| 02       | 中島 | なかじま |
| 03       | 山根 | やまね   |
| 04       | 安藤 | あんどう |
| 05       | 池山 | いけやま |
| 06       | 瀧川 | たきがわ |
| 07       | 吉村 | よしむら |
| 08       | 片桐 | かたぎり |
| 09       | 井村 | いむら   |

#### 番長

##### 南部(なんぶ)
三年級，該校總番長(X68000限定)。

##### 永田(ながた)
二年級，該校副番長(X68000限定)。

### 沼丘工業高校
黃綠色制服。番長為藤原及石塚(X68000限定)，副番長為池邊(X68000限定)。
似乎是受到冷鋒四天王第三席，望月的影響而加入了戰局。該校番長藤原極其忠誠於望月。雖然望月更希望把藤原當成好朋友而不只是小弟來看待，但是藤原始終堅持“只有服從望月才是絕對的”這一信條，讓望月十分頭疼
特點：會更多配備短鐵鏈，鋼管，手指虎這樣威力較大的武器。同時出場時配備武器和在戰鬥當中使用武器的幾率都很高。這點與後期才登場的谷花高校類似
| 登場序列 | 中文 | 日文     |
| 01       | 井上 | いのうえ |
| 02       | 千葉 | ちば     |
| 03       | 松本 | まつもと |
| 04       | 淺香 | あさか   |
| 05       | 齋藤 | さいとう |
| 06       | 城所 | しろと   |
| 07       | 半谷 | はんや   |
| 08       | 水上 | みなかみ |
| 09       | 大冢 | おおつか |

#### 番長

##### 藤原 雄介(ふじわら ゆうすけ)
三年級。該校番長。
(自封的)望月的小弟。
乍一看是一個奇怪的家夥，實際上重人情講義氣，是個個性高潔的好漢。雖說為人正氣，明斷善惡，但是據說身上背負了某個不幸的宿命。(也可能只是單純的運氣不好)
雙龍事件開始之前，就因為修行武藝導致身體虛弱而不得不住院，因此沒有參戰(但是，沼丘的學生卻因為藤原與望月之間的關系而自發加入戰局，此事望月也不知情)。另外，热血物语ex2007当中有假扮成藤原的冷锋学园学生登场。

##### 石塚(いしづか)
三年級，該校總番長(X68000限定)。

##### 池邊(いけべ)
二年級，該校副番長(X68000限定)。

### 星草農業高校
土黃色制服。番長為櫌田(後下台)及織部(X68000限定)，副番長為江藤(X68000限定)。
整個熱血系列有且僅有的一所農業高校。由於雙龍事件開始之前不久，曾經被谷花高校的五代救助過，所以該校學生對於五代十分信任
特點：幾乎不會在出場時配備武器，也幾乎不會在戰鬥中使用武器，不過空手戰力十分強悍，擅長用接連不斷的拳擊讓玩家陷入苦戰(與後期的寶陵高校類似)
| 登場序列 | 中文   | 日文     |
| 01       | 池上   | いけがみ |
| 02       | 巖本   | いわもと |
| 03       | 澤田   | さわだ   |
| 04       | 福原   | ふくはら |
| 05       | 木戶   | きど     |
| 06       | 平澤   | ひらさわ |
| 07       | 金久保 | かなくぼ |
| 08       | 小川   | おがわ   |
| 09       | 町田   | まちだ   |

#### 番長

##### 櫌田 知治(えのきだ ともはる)
三年級生，該校的(原)番長。
喜歡各種舞蹈，擅長跳舞。本身是一個對女性友善，對男性冷淡的花花公子。
雙龍事件發生前不久，因為幫助受到不良少年襲擊的外校女生，導致自己的學校陷入了麻煩。盡管後來受五代的幫助而終至無虞，但是櫌田也因此失去了本校學生們的信任而被迫下台。
由於上述原因，櫌田在雙龍事件時並沒有參戰，而是在暗中組建了反對五代的小團體並積極運作著(因此就算擊敗五代，星草的學生也不會立刻退出戰局)。不过在热血物语ex2007当中有假扮成櫌田的冷锋学园的学生现身。

##### 織部(おりべ)
三年級，該校總番長(X68000限定)。
笑面虎性格。

##### 江藤(えとう)
二年級，該校副番長(X68000限定)。

### 白鷹工業高校
深灰色制服。番長為西村及榊(X68000限定)，副番長為沢口及中田(X68000限定)。
操縱著阪宿實業高校的同時也受到冷峰四天王末席的木下支配的學校。故事前期會作為主要敵人活躍。
雖然理論上應該是受西村的指使加入了戰局，但是據說也有反對西村的勢力在借機攪局。
白鹰和沼丘均有一名叫作“斋藤”的学生，不过白鹰的斋藤是哥哥，沼丘的是弟弟。
特點：強於前期敵人(千里台，阪宿和沼丘)但是弱於中期敵人(星草和又川)。出場時大概率自帶輪胎作為武器。同時，可能是受了首領西村的影響，自帶奇怪口癖乃至臟話連篇的人也不在少數。由於顯而易見的原因，他們是白鷹工業倉庫有且僅有的兩個敵組織之一(另一個是受白鷹控制的阪宿)
| 登場序列 | 中文 | 日文     |
| 01       | 後藤 | ごとう   |
| 02       | 澤   | さわ     |
| 03       | 山口 | やまぐち |
| 04       | 太田 | おおた   |
| 05       | 齋藤 | さいとう |
| 06       | 高杉 | たかすぎ |
| 07       | 難波 | なんば   |
| 08       | 西川 | にしかわ |
| 09       | 三原 | みはら   |

#### 番長

##### 西村 成孝(にしむら なりたか)
外號“奇言百貫”。三年級，該校番長。
梳著三七分偏分頭，戴眼鏡，又高又胖的不良少年。
個性倔強，有著很多十分奇怪的口癖，以及許多異於常人的舉動，看上去完全沒有番長的樣子。在本校內也毫無威信和凝聚力。
因為體型的原因，打人的力道很強，但是耐久方面很差，而且意外的很不禁打。

##### 沢口 靖夫(さわぐち やすお)
外號“絕對服從”，白鷹工業高校二年級。該校副番長。
一直盡心盡力的為西村跑腿，受到西村默認的小弟。對西村忠心耿耿，任勞任怨。
然而盡管是副番長卻完全沒有相應的實力。
《熱血物語》當中，就算不擊倒澤口也不影響過關。

##### 榊(さかき)
三年級，該校總番長(X68000限定)。

##### 中田(なかた)
二年級，該校副番長(X68000限定)。

### 又川工業高校
茶色制服。番長為篠塚及結城(X68000限定)，副番長為中波(X68000限定)。
似乎是受到了冷峰四天王之首小林的影響而加入了戰局，但是對外裝出一副事不關己的態度。雖說該校學生看上去都是些十分陰暗的家夥，但是該校學生本身不願意認同這點。
奇怪的是，後來的《熱血物語ex》民間漢化當中，又川與《ex》才登場的透龜商業高校的名字搞混了。
后续作品当中，大西、持田、甲斐和金堂获得了专属造型，并且以“原又川工业干部”的身份继续活跃。
特點：出場時大概率配備手指虎作為投擲武器，沒有武器時就使用中距離的飛踢對敵。可以說是把討人嫌的特點發揮到極致的戰法
| 登場序列 | 中文 | 日文     |
| 01       | 柏谷 | かしわや |
| 02       | 巖長 | いながわ |
| 03       | 中澤 | ながさわ |
| 04       | 谷本 | たにもと |
| 05       | 金堂 | こんどう |
| 06       | 廣野 | ひろの   |
| 07       | 持田 | もちだ   |
| 08       | 大西 | おおにし |
| 09       | 甲斐 | かい     |

#### 番長

##### 篠塚 準次郎(しのづか じゅんじろう)
三年級，該校原番長。
無口性格，拳法劍法雙絕的武術家。在被雙龍兄弟擊敗之後就此行蹤不明。之後，他曾經的對手池島(いけじま)操縱又川加入了冷峰一方。

##### 池島 刃一(いけじま じんいち)
三年級，現任番長。
篠塚失蹤後成為該校番長，隨後立刻投降了冷峰。
雖然以前曾經是對抗篠塚的組織首領，但是實力與篠塚完全不能同日而語。
不知什麼原因，篠塚和池島都沒有在《熱血物語》和《熱血物語ex》當中登場。又川的學生更多是在小林的影響下參戰的(從又川的學生會集中在小林工業工廠及其附近地帶可以得知)。但是在热血物语ex2007当中有假扮成篠塚的冷锋学园的学生现身。

##### 結城(ゆうき)
三年級，該校總番長(X68000限定)。

##### 中波(なかは)
二年級，該校副番長(X68000限定)。

### 寶陵高校
綠色制服。番長為豪田及二階堂(X68000限定)，副番長為紫及須藤(X68000限定)。和其他被冷峰影响的学校不同，该校是一部分仰慕豪田的学生，在不知道豪田实际上是被双龙兄弟胁迫而入局的情况下而加入了战局。《ex》当中可以通过说得豪田倒戈而让他们退出战局。
特點：該校學生幾乎不使用武器單靠強力拳擊，防禦也很行。
| 登場序列 | 中文 | 日文     |
| 01       | 佐藤 | さとう   |
| 02       | 緒方 | おがた   |
| 03       | 飯島 | いいじま |
| 04       | 矢澤 | やざわ   |
| 05       | 正治 | しょうじ |
| 06       | 桃山 | ももやま |
| 07       | 大澤 | おおさわ |
| 08       | 園田 | そのだ   |
| 09       | 吉田 | よしだ   |

#### 番長

##### 豪田 剛(ごうだ つよし)
三年級，該校番長。
作为冷峰学园的门番登场。本身是一个刚直且温柔，正义感极强的人。对妹妹纱织十分溺爱。双龙兄弟利用他对妹妹的关切而胁迫他加入战局。
《ex》当中可以通过解决纱织事件说得豪田倒戈。如果达成了说得豪田的事件但是不让其同行，之后对战双龙兄弟时豪田会现身助拳。

##### 紫小次郎(むらさき こじろう)
三年級，該校副番長。
未在初代及EX中登場。

##### 二階堂(にかいどう)
三年級，該校總番長(X68000限定)。

##### 須藤(すどう)
二年級，該校副番長(X68000限定)。

### 谷花高校
深藍色制服。番長為五代及水沼(X68000限定)，副番長為久保田(X68000限定)。该校学生是担心国夫等人的大闹会导致五代发狂而加入了战局。《ex》当中可以通过说服五代倒戈而劝退他们。
特點：該校除五代以外的學生也會使用木刀。
| 登場序列 | 中文 | 日文     |
| 01       | 鈴木 | すずき   |
| 02       | 高寺 | たかでら |
| 03       | 野村 | のむら   |
| 04       | 黑澤 | くろさわ |
| 05       | 渡邊 | わたなべ |
| 06       | 小野 | おの     |
| 07       | 矢谷 | やたに   |
| 08       | 熊谷 | くまがい |
| 09       | 田中 | たなか   |

#### 番長

##### 五代 奨(ごだい すすむ)
三年級，該校番長。
在冷峰学园二楼现身的boss。本身平时性格开朗随和，但一旦发脾气就会狂暴化，让人无法控制，让周围的人都对他心生畏惧。虽然他有着独狼般的个性，不喜欢团体活动，不过与豪田是至交。似乎是为了暗地里筹划着击败双龙兄弟而出现在了冷峰学园。
原版游戏不打败五代并不影响过关。《ex》可以通过豪田事件的结局而影响其动向：或者是帮助豪田一同阻拦国夫等人，或者是祝福豪田之后劝退谷花的其他学生，或者是干脆和豪田一同援助国夫。

##### 水沼(みずぬま)
三年級，該校總番長(X68000限定)。

##### 久保田(くぼた)
二年級，該校副番長(X68000限定)。

### 冷峰學園(れいほう)
深紅色制服。
本次事件的幕后黑手，但是该校一般学生只有在冷峰四天王全部战败之后才会现身。
本来是以学业为主的进学校，一般不掺和任何不良活动。但是在双龙兄弟转入之后便开始积极参与不良活动。
其中，除岸本之外的所有一般学生在后续作品当中都获得了专属形象。市川、古贺、中村和武藤以“原学生会成员”的身份，入江、川田以“体育部”的身份，青木、富山以“小林亲卫队”的身份继续活跃。
特点：全能力都是最强等级。
| 登場序列 | 中文 | 日文     |
| 01       | 武藤 | むとう   |
| 02       | 富山 | とみやま |
| 03       | 川田 | かわだ   |
| 04       | 入江 | いりえ   |
| 05       | 青木 | あおき   |
| 06       | 中村 | なかむら |
| 07       | 古賀 | こが     |
| 08       | 市川 | いちかわ |
| 09       | 岸本 | きしもと |